# Þjórsá
Þjórsá ([ˈθjour̥sˌauː]ⓘ) es el río más largo de Islandia que acarrea agua de nieve desde distintos glaciares. Fluye por el suroeste, en la región de Suðurland, en un cauce de 230 km para desembocar en el océano Atlántico. Es la principal fuente de energía hidroeléctrica del país.

## Recorrido
Nace en el glaciar Hofsjökull, al norte de la región de Suðurland y en el centro-oriente de la isla. En su recorrido se encuentra la cascada Þjófafoss. La carretera Hringvegur, que le da vuelta a la isla, lo atraviesa en un puente situado en la ciudad de Selfoss. En el lago Sultartangalón recibe las aguas del río Tungnaá.